# 緣鑽嘴魚
緣钻嘴鱼（学名：Chelmon marginalis）輻鰭魚綱鱸形目蝴蝶魚科的其中一種。

## 分布
本魚分布於西太平洋區，包括新幾內亞、澳洲等海域。

## 深度
水深1至30公尺。

## 特徵
本魚和钻嘴魚相似，吻突出，呈管狀。體色銀白色，稚魚體側具有數條黑色垂直條紋，而且有個隨著成長而消失的背鰭斑點。至成魚時，黑色條紋消失，頭部有2條橘色鑲黑邊的條紋，第一條通過眼睛，第二條起自背鰭第一棘，通過鰓蓋，延伸至腹鰭。體後側也有2條淡黃色條紋，一條在尾柄上。背鰭及臀鰭軟條部淡黃色且背鰭及臀鰭具有藍色邊緣。鰭硬棘9至10枚、軟條29至33枚；臀鰭硬棘3枚、軟條21至22枚。體長可達18公分。

## 生態
本魚棲息在珊瑚礁，常成對或單獨出現，具有領域性，為肉食性。

## 經濟利用
為觀賞性魚類，不供食用。